# Pesistica paralimpica
La pesistica paralimpica (o parapowerlifting) è la disciplina sportiva del sollevamento pesi adattata per gli atleti diversamente abili, riconosciuta dal CIO e IPC.

## Caratteristiche
Invece delle due prove della pesistica per normodotati (slancio e strappo), la pesistica paralimpica prevede una sola prova. In essa, l'atleta si distende su una panca che gli dà la possibilità di rimanere in posizione supina (con o senza l'ausilio di cinture), e al comando "start" del giudice, solleva il bilanciere a braccia distese, lo porta al petto e lo ferma per un secondo (il cosiddetto "stop al petto"), per poi riportarlo in alto a braccia distese, riappoggiandolo poi ai supporti al comando del giudice.
La disciplina è regolata dalla IPC Powerlifting; fa parte del programma paralimpico dalla seconda edizione (Tokyo 1964). In precedenza, la pesistica paralimpica era apparsa agli Stoke Mandeville Games (ai quali bisogna far risalire l'esordio di atleti diversamente abili), dove era riservata ai soli atleti affetti da mielolesioni.